# Marijan Gabrijelčič
za kulturnega delavca in organizatorja (1951-2010) glej Marjan Gabrijelčič (kulturni delavec)
Marijan Gabrijelčič (poznan tudi kot Gama), slovenski skladatelj in pedagog, * 18. januar 1940, Gorenje Polje nad Anhovim, † 21. junij 1998, Gorenje Polje nad Anhovim.
Študij kompozicije je končal na Akademiji za glasbo v Ljubljani in nadaljeval specialistični študij kompozicije pri prof. Lucijanu Mariji Škerjancu. Na Akademiji za glasbo v Ljubljani je bil redni profesor kompozicije, osem let pa tudi njen dekan.

## Glasbeni opus
Abecedni seznam glasbenih del Marijana Gabrijelčiča:
- A cinque - a 5, (1990), za klarinet in godalni kvartet.
- Aeolus (1994), za pevske soliste in komorni orkester, besedilo Claudius Claudianus (ok. 375 - ok. 405).
- Ah, uboga me dekleta (1994), besedilo neznano.
- Al lue cantate domino
- Alleluia cantate Domino (J. Gallus), priredba za trobila (3 trobente, 2 rogova, 2 pozavni, tuba).
- Andante (1993), za godalni kvartet.
- Andante (1995), za godalni orkester.
- Arte in Golnik (1994), za trobilni kvartet (2 trobenti, bariton, pozavna).
- Asociacije (1988), za oboo d'amore in harfo (Ed. DSS št. 1161).
- Balada (1984) za sopran in klavir, besedilo Srečko Kosovel.
- Balada, samospev za srednji glas in godalni kvintet (besedilo Srečko Kosovel)
- Barčica (1979), priredba izvirne skladbe Marija Kogoja.
- Boljši je mir (1982), pisec besedila ni znan. Skladba je različica Igre.
- Božična kantata (1996), za pevske soliste, mešani zbor, simfonični orkester in orgle.
- Brabissimo, za bas, pihalni kvintet
- Brinovka, za mezzosopran in klavir, besedilo Srečko Kosovel.
- Carmina, 2. epoda (1994), besedilo Horacij »O srečen, komur so kupčije tuje«
- Che se la llevaron, za bas in pihalni kvintet
- Concertino per tromba ed archi (1997).
- Dekle, ne poizveduj (1994), besedilo neznano.
- Druge napaja, z meno gre spat (1971), ljudsko besedilo.
- Dva madrigala, za mešani zbor
- Echo
- Eufonija (1987), za flavto, harfo, violončelo in godala (Ed. DSS št. 1200).
- Euritmija (1994), za flavto.
- Fistula - cev, pastirska piščal, visokogrini ton-falset (1990)
- Fragmenti za oboo solo
- Fragmenti, za flavto, oboo, klarinet, fagot, harfo
- Frlika (1987), za fagot.
- Fuga za pihalni trio, za flavto, klarinet in fagot.
- Gallus-Gama, priredba Gallusovega dela; oboa, viola, fagot, violončelo
- Glagolite (1997), kantata za sopran, flavto, violončelo, mešani zbor, zvonove in orgle. besedilo: Brižinski spomeniki
- Godalni kvartet (mladostno delo)
- Godalni kvartet v dveh stavkih (»šolski zgled«)
- Igra (1982), pesem
- Igre za najmajše, variacije na temo, za vlioline 1 in 2 ter violončela; za 1. razredn nižje glasbene šole
- In vendar zveni / Eppur si suonare (1996), za klavir.
- Incontri (1992), za violončelo, klarinet, godala in timpane.
- Intencija (1993), za violino solo.
- Intonacija (1983), za simfonični orkester (Ed. DSS št. 1055).
- Iz groba (1986), elegija za mezzosopran, recitatorko in simfonični orkester {Ed. DSS št. 1168) na besedilo Properca (IV, 11).
- Jesen (1980), za mešani zbor, besedilo Srečko Kosovel.
- Jesen, ta dan, bog (za zbor in simfonični orkester)
- Jutranja pesem, za mešani zbor a capella, brez besedila
- Kaj vse diši / Živali na Ž (1995), za glas in klavir, besedilo Saša Vegri.
- Kletev (1996), mala kantata za moški oktet in orgle, besedilo Ludvik Mrzel.
- Kličem vas, bratje (1976), besedilo Srečko Kosovel
- Komar (1994), za dva klavirja.
- Koncert (1994), za violo in orkester.
- Koncert (1996), za harfo in godala (Ed. DSS št. 1366).
- Kralj Matjaž (rešen iz ječe)  (1980), priredba goriške ljudske, besedilo nastalo leta 1862 ali 1864 v Trnovcu.
- Kralj Matjaž, ljudska; za štiri enake glasove. / verzija tudi za mešani zbor
- Kralj Matjaž, ljudsko besedilo; za dvoje glasov otroškega zbora in soliste.
- Kraška jesen
- Ksilofonija za tolkala (1994).
- Kvartet II. (1984), za klavirski kvartet (klavir, vi, va, ve).
- Lavdon zavzame Beograd, ljudska.
- Loški odmev, za 4 klarinete; stavki: 1. Vox Locie, 2. Arte in Golnik, 3. Pons ad arte, 4. Finale  (1994)
- Lovska fanfara 1 (1997), za kvartet rogov.
- Lovska fanfara 2 (1997), za rog. Predstavlja part prvega roga iz Lovske fanafare 1.
- Lovska fanfara 3 (1997), za rog.
- Luba draga (1997), ljudska iz Šulincev.
- Ludus (Igra), za mladinski zbor
- Madrigal, za mešani pevski zbor (1988), besedilo Francesco Petrarca.
- Mali Tonček, za 6 glasen mladinski zbor.
- Marija (1985), ljudska iz Gabrovice na Krasu, za mešani zbor
- Marija je rožice brala (1988), ljudska.
- Maša (1996), za mešani zbor, orgle in zvonove. Stavki: Kyrie, Gloria, Sanctus in Agnus Dei.
- Maša, tudi Missa gratia (1995), za mešani zbor, orgle in zvonove. Stavki: Kyrie, Gloria, Credo, Sanctus, Benedictus in Agnus Dei.
- Mati (1980), kantata za mezzosopran, otroški zbor, moški zbor in simfonični orkester (Ed. DSS št. 1029), besedilo Tit Vidmar.
- Memento mori (1973-74), za pihala, trobila in tolkala (Ed. DSS št. 893).
- Moderato (1984), za trobento, orgle in godala (Ed. DSS št. 1130).
- Moderato (1998), za godalni kvartet.
- Molto pesante, za orkester
- Na goriškem travniku, besedilo Ljubka Šorli.
- Na obzorju (1996), za mešani zbor in orgle na besedilo Ivanke Jermol - Zavadlav.
- Nadie se conoce (Nihče se ne pozna), za pihalni kvintet in glas (bas).
- Nasveti (1986), za glas (bas) in pihalni kvintet (Ed. DSS št. 1161).
- Nazadnje se nate obračam, nebo (1996)
- Nekoč bo lepo (1994), besedilo France Balantič.
- Oblaki nad glavo (1994), besedilo neznano.
- Obraz iz sanj (1982), za violino in klavir.
- Occulos in coelo (besedilo anonim.) za vokal solo
- Od kuota se muota, za mešani zbor
- Od Vardar do Berlin (1984), ljudsko besedilo.
- Odmevi (1984), za rog in klavir.
- Ostinato I. (1982), za mezzosopran, timpane in godala (Ed. DSS št. 1057).
- Ostinato II. (1983), za mezzosopran, timpane in godala (Ed. DSS št. 1100).
- Panjske končnice, za komorni ansambel
- Pesem ob slovesu (1974), besedilo Tinka Teržan; za enoglasni otroški zbor s spremljavo klavirja;
- Pesem ob slovesu (1974), besedilo Tinka Teržan; za enoglasni otroški zbor s spremljavo trobilnega kvinteta (trobenta I, trobenta II, rog I, rog II, pozavna).
- Pesmi za otroke (1994)
  - Baba peče utanke (1994), anonimus. Za otroške glasove in flavto.
  - Bog obvari (1994), anonimus. Za otroške glasove in klavir
  - Ljuba moja (1994), anonimus. Za otroške glasove in kitaro.
  - Spavaj, spavaj, sinek moj (1994), anonimus. Za otroške glasove in flavto.
  - Ribica (1994), besedilo Pavlica Šibanc; za otroški zbor in klavir.
- Pevcu (1994), za simfonični orkester.
- Podobe iz sanj, za dva mešana zbora na besedilo Ivana Cankarja.
- Pomladni gozd (1993), za flavto, glas (tenor) in harfo. Besedilo: Balantič.
- Postoj, kdor mimo greš, besedilo Oton Župančič.
- Predigra (1979), »Svobodni služimo svobodni resnici«, za simfonični orkester (Ed. DSS št. 950).
- Preludij (1973), za ženski zbor, tenor, godalni orkester in harfo (Ed. DSS št. 894), besedilo Garcia Lorca.
- Preludij (1978), za mešani zbor, besedilo Garcia Lorca.
- Pri ljubem (1969), Vipavski fragment; besedilo iz Cerovca, melodični zapis iz Vipavskega Križa na Primorskem.
- Pri ljudeh (motiv iz Križa na Vipavskem), za moški pevski zbor
- Pro et contra (1992), za dva kontrabasa.
- Provi/n/ta (1993), za tolkalca.
- Quasi cadenza (= Kadenca; 1993), za violončelo / iz koncerta za violončelo.
- Rdeča zastava (1984), besedilo neznano.
- Rdeči smeh (1976), 4 glasni mladinski zbor na besedilo Garcie Lorce.
- Reminiscenca (1983), za flavto in klavir.
- Riba Faronika (1972).
- Salonica I. (1982), za pihalni kvintet (Ed. DSS št. 1059).
- Salonica II. (1984), za simfonična pihala, trobila in timpa-ne.
- Samo milijon, s klavirsko spremljavo, besedilo Karel Destovnik-Kajuh.
- Samo milijon, za mešani zbor, besedilo Karel Destovnik-Kajuh.
- Severni veter (1994), besedilo Claudianus.
- Skica za flavto (1994).
- Skica, za godalni orkester.
- Smešna (1982), tretja iz cikla Tri čadrške.
- Spomin, za mešani zbor (1980).
- Spominski spevi (Dum spiro, spero) (1987), za pevske soliste (sopran, alt, tenor in bas), pihalni in trobilni kvintet, tolkala, mandolino, harfo in godala (Ed. DSS št. 1198).
- Suita (1987), za orgle.
- Suita (1994), za tolkala.
- Suita in modo rustico (1987), za trobilni oktet.
- Suita v starem slogu, za pihalni kvartet (flavta, oboa, klarinet in fagot).
- Sveta odkletev (1994), besedilo Simon Gregorčič.
- Svobodno služimo svobodni resnici, za orkester.
- Tam stoji gora (1983), ljudska iz Cerkna, prir.
- Terra nostra (1992), za rog, orgle in godala,
- Todos caeran za oboo solo
- Tri čadrške za mešani zbor: (1) Mirna, (2) Žalostna, (3) Smešna (1981), priredbe ljudskih iz Čadrga na Tolminskem.
- Trio Lorenz (1997), za klavirski trio.
- Trivio - tripotje, za kvintet trobil.
- Tudi jaz sem umrljiv človek, za bariton, orgle in mešani zbor  (1990). besedilo: knjiga modrosti
- Tulminenses/Tolminci (1978), za simfonični orkester (Ed. DSS št. 903).
- Uspavanka, ciganska poezija; 1968.
- Utripi (1996), za tolkala in klavir.
- V somrak zvoni (1966), za ženski ali dekliški zbor, besedilo Srečko Kosovel.
- Vdova (1968), ciganska poezija.
- Velika maša (1968), simfonični epitaf za mešani zbor in orkester (Ed. DSS št. 351) na besedilo Ivana Cankarja.
- Venatio/Lov (1994), za trobento.
- Vetri v polju (1965), besedilo Srečko Kosovel.
- Vi ste moji prijatelji, himna novogoriške občine (Vos amici miei estis), za zbor
- Vinjete (1977), besedilo Ivan Cankar.
- Vizija (1986), za bariton, recitatorja, orgle in godalni orkester na pesnitev V pepelnični noči Simona Gregorčiča (Ed. DSS št. 1160).
- Vse je tiho (1970), besedilo Srečko Kosovel.
- Vuprem oči (1983), ljudska iz Medjimurja.
- Zazvonilo je k večni veliki maši (1976), besedilo Ivan Cankar.
- Zdenka (1995), za glas in klavir, besedilo Saša Vegri.
- Zdravica (besedilo Oton Župančič), »Druge napaja z mano gre spat« (1997), za mešani pevski zbor
- Zvočna znamenja - koncert (1993), za violončelo in orkester.
- Žalne impresije, trije samospevi za ženski srednji glas in godala: 1. Balada, 2. Dva vrana (besedilo Dane Zajc), 3. Jesenski večer
- Že zima ledena izginja (1994), besedilo neznano.
- Žena natepe moža-pijanca, pesem na ljudsko besedilo iz Poljanske doline.
- Žiga (1995), za glas in klavir, besedilo Saša Vegri.